# Hageo

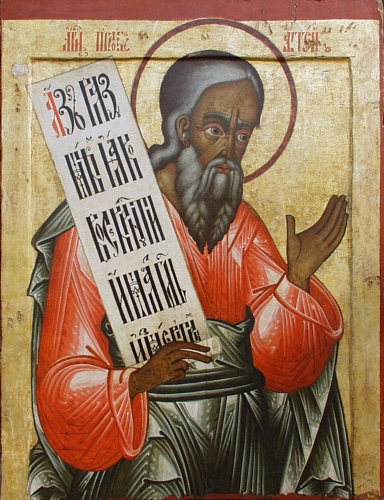
El Profeta Hageo. Ícono del primer cuarto del. Monasterio de Kiji, República de Carelia, Federación Rusa.

Hageo (en hebreo: חַגַּי, Ḥaggay o «Hag-i») fue uno de los doce profetas hebreos menores, y el autor del libro de Hageo. Su nombre significa fiesta, solemnidad.

## Biografía
Hageo, Zacarías y Malaquías fueron los tres profetas posteriores al Destierro de Babilonia. Hageo y Zacarías fueron coetáneos, y Malaquías vivió un siglo después.
Empezó su ministerio aproximadamente dieciséis años después del retorno de los judíos a Jerusalén. El trabajo de reconstruir el templo se había detenido por el desánimo de los exiliados y las intrigas de los samaritanos. Zorobabel, hijo de Salatiel, y Josué (Jesúa), el sumo sacerdote, eran los encargados de llevar a cargo la obra. Después de haber estado paradas las obras de reconstrucción del templo durante dieciocho años, se reanudaron las obras después de los esfuerzos de Hageo y Zacarías. Ellos exhortaron al pueblo, que despertó de su letargo, y les indujeron a aprovecharse del cambio de política hacia los judíos del gobierno persa bajo Darío I de los aqueménidas. Su principal mensaje fue el restaurar la confianza del pueblo judío en Dios por medio de ilustraciones, y de llevarlos a la meditación del respaldo de Dios al pueblo. El libro de Hageo, el cual naturalmente se cree que él mismo lo escribió, termina con una pequeña exhortación a la infidelidad del pueblo, y con una promesa hacia el gobernador Zorobabel por haber obedecido en la construcción del templo.

## Festividad
La Iglesia católica lo celebra el 4 de julio, la Iglesia ortodoxa celebra su fiesta el 16 de diciembre, y la Iglesia armenia le conmemora junto al resto de los profetas menores el 31 de julio.